# Salgado Filho
Salgado Filho är en kommun i Brasilien.   Den ligger i delstaten Paraná, i den södra delen av landet, 1 300 km sydväst om huvudstaden Brasília. Antalet invånare är 4 403.
I omgivningarna runt Salgado Filho växer huvudsakligen savannskog. Runt Salgado Filho är det ganska glesbefolkat, med 34 invånare per kvadratkilometer.